# Littenseradiel

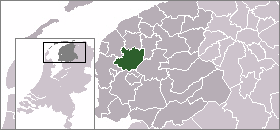
Littenseradiels läge

Littenseradiel (nl. Littenseradeel) är en historisk kommun i provinsen Friesland i Nederländerna. Kommunens totala area är 132,57 km² (där 1,83 km² är vatten) och invånarantalet är på 10 845 invånare (2005).